# Oleg Błochin (zapaśnik)
Oleg Błochin (ros. Олег Блохин; ur. 27 grudnia 1974) – rosyjski zapaśnik walczący w stylu klasycznym. Wojskowy wicemistrz świata w 1997. Trzeci na igrzyskach Bałtyckich w 1997. Wicemistrz Rosji w 1997 roku.